# Semaine 21
D'après la norme ISO 8601, une semaine débute un lundi et s'achève un dimanche, et une semaine dépend d'une année lorsqu'elle place une majorité de ses sept jours dans l'année en question, soit au moins quatre. Dès lors, la semaine 21 est la semaine du vingt-et-unième jeudi de l'année. Elle suit la semaine 20 et précède la semaine 22 de la même année.
La semaine 21 est pratiquement toujours la semaine du 24 mai, sauf exceptionnellement, dans le cas d'une année bissextile commençant un jeudi.
Elle commence au plus tôt le 17 mai et au plus tard le 24 mai.
Elle se termine au plus tôt le 23 mai et au plus tard le 30 mai.

## Notations normalisées
La semaine 21 dans son ensemble est notée sous la forme W21 pour abréger.
| Jour de la semaine 21 | Notation |
| --------------------- | -------- |
| Lundi                 | W21-1    |
| Mardi                 | W21-2    |
| Mercredi              | W21-3    |
| Jeudi                 | W21-4    |
| Vendredi              | W21-5    |
| Samedi                | W21-6    |
| Dimanche              | W21-7    |

## Cas de figure
| Cas | Le 31 décembre est… | L'année est une année… | Le vingt-et-unième jeudi de l'année tombe… | La semaine 21 débute… | La semaine 21 s'achève… | Premier cas après 2008 |
| --- | ------------------- | ---------------------- | ------------------------------------------ | --------------------- | ----------------------- | ---------------------- |
| 0   | Un vendredi         | bissextile DC          | Le 20 mai                                  | Le lundi 17 mai       | Le dimanche 23 mai      | 2032                   |
| 1   | Un jeudi            | D ou ED                | Le 21 mai                                  | Le lundi 18 mai       | Le dimanche 24 mai      | 2009                   |
| 2   | Un mercredi         | E ou FE                | Le 22 mai                                  | Le lundi 19 mai       | Le dimanche 25 mai      | 2014                   |
| 3   | Un mardi            | F ou GF                | Le 23 mai                                  | Le lundi 20 mai       | Le dimanche 26 mai      | 2013                   |
| 4   | Un lundi            | G ou AG                | Le 24 mai                                  | Le lundi 21 mai       | Le dimanche 27 mai      | 2018                   |
| 5   | Un dimanche         | A ou BA                | Le 25 mai                                  | Le lundi 22 mai       | Le dimanche 28 mai      | 2017                   |
| 6   | Un samedi           | B ou CB                | Le 26 mai                                  | Le lundi 23 mai       | Le dimanche 29 mai      | 2011                   |
| 7   | Un vendredi         | C                      | Le 27 mai                                  | Le lundi 24 mai       | Le dimanche 30 mai      | 2010                   |

1. 1 2 3  Dans ce cas, l'année compte une semaine 53.